# Стег партије
Стег партије је песма настала као одговор на оптужбе из Резолуције Информбироа 1948. године. У склопу кампање ограничавања суверенитета Југославије, руководство Совјетског Савеза је и пре донишења Резоуције омаловажавало Народноослободилачку борбу народа Југославије. Као одговор на ову кампању, настао је низ песама које су величале НОБ, партизане и Јосипа Броза Тита. Пркос СССР-у такође се испољавао и ентузијазмом на Омладинским радним акцијама, чега се дотиче и стих у песми.
Аутор песме је Чедомир Миндеровић, а композитор Оскар Данон.
Осим што су песму често изводили разни оркестри, попут Оркестра ЈНА, она је доживела и савремену обраду. Глазбени састав „Дубровачки поклисари” објавили су ову песму на сингл-плочи заједно са „Билећанком” и „Крај Сутјеске хладне воде”.

## Текст песме
С Титом, за тобом, кроз јурише пламне

 Пошли смо у одлучни бој!

 Партијо наша – из пустоши тамне,

 – Стијег нас је водио Твој!

 Дух храбро палих, у теби, у нама,

 Жив је и никад не мре!

 Партијо наша – Твој смјели дух слама

 Препреке побједно све!

 Слободан радник – и града и села –

 Живот сад стварају нов!

 Партијо наша – за велика дела.

 Снажи нас моћни Твој зов!

 Сад борац гради – и дјела јунака,

 Слободно зари сад дан!

 Партијо наша – к'о гранит си јака,

 – Другови! Напријед за План.

 Народи братски, будућност нас зове

 С Титом – за План – сад у бој!

 Партијо наша – у побједе нове,

 Дижемо славни стијег Твој!